# Кадиров Адам Рамзанович
Адам Рамзанович Кадиров (нар. 24 листопада 2007 року) — син голови Чечні Рамзана Кадирова та його дружини Медні Кадирової, Герой Чечні (2023). Відомий насамперед у зв'язку зі справою Микити Журавеля.

## Біографія
Адам Кадиров народився 24 листопада 2007 року в родині Рамзана Ахматовича та Медні Мусаївни Кадирових і став їх третім сином та загалом сьомою дитиною. Його батько на той момент уже був керівником Чечні. У 2013 році шестирічний Адам став наймолодшим у Росії хафізом (людиною, яка напам'ять вивчила Коран). З дитинства він займався боями без правил і боксом, рано дебютував на міжнародному турнірі MMA. До того ж бої з його участю транслювалися на чеченському телебаченні. Ряд бійців (у тому числі Федір Ємельяненко) виступали з критикою цієї практики, оскільки правила турніру передбачають вікову планку для бійців у 14 років.
У 2019 році 11-річний Адам Кадиров зіграв епізодичну роль у турецькому телесеріалі «Воскресший Ертогрул».
Наприкінці вересня 2023 року 15-річний Адам Кадиров побив 19-річного затриманого Микиту Журавеля, який перебував у слідчому ізоляторі в Грозному за обвинуваченням у спаленні Корану. Відео зі сценами побиттям опублікував батько Адама Рамзан Кадиров та схвалив ці дії. Незабаром після цього, 6 жовтня 2023 року, стало відомо, що Адамові батько надав звання Героя Чеченської республіки. Пізніше він був нагороджений другим за значущістю орденом Татарстану «Дуслик» — «за значний внесок у зміцнення міжнаціонального та міжконфесійного миру і злагоди», а також вищим орденом Карачаєво-Черкесії «За заслуги перед республікою».
На початку листопада 2023 року Адам Кадиров отримав «важливу посаду» — начальника відділу забезпечення безпеки глави Чечні.
29 листопада 2023 року Адам отримав звання почесного громадянина Донецька. Згідно з документом хлопець «вніс вагомий особистий внесок у розвиток культурних відносин між містами Донецьк та Грозний».

## Нагороди та відзнаки
- 2023 ― Герой Чеченської Республіки.
- 2023 — Орден Дружби (Татарстан) — за великий внесок у зміцнення міжнаціонального та міжконфесійного миру. Рустам Мінніханов особисто приїхав і вручив нагороду[10][11][12].
- 2023 — Орден «За заслуги перед Карачаєво-Черкеською Республікою»— за особистий внесок у розвиток міжрегіональної та міжнаціональної єдності та зміцнення ісламських цінностей[13].
- 2023 — Орден «За заслуги перед Уммою» I ступеня.
- 2023 — Орден «За заслуги перед Кабардино-Балкарскою Республикою».
- 2023 — Орден «Даймєхкан Сій» (Честь Батьківщини).
- 2023 — Орден «За служіння релігії Іслам» I ступеня.
- 2023 — Орден «Трудова Доблесть Росії».
- 2023 — Медаль «За внесок в развиток Російського университету спецназу» I ступеня.
- 2024  — Орден Кадирова[14].

Таким чином на 2023-11-20 Адам володіє мінімум сьома орденами на однією медаллю.